# 환일원

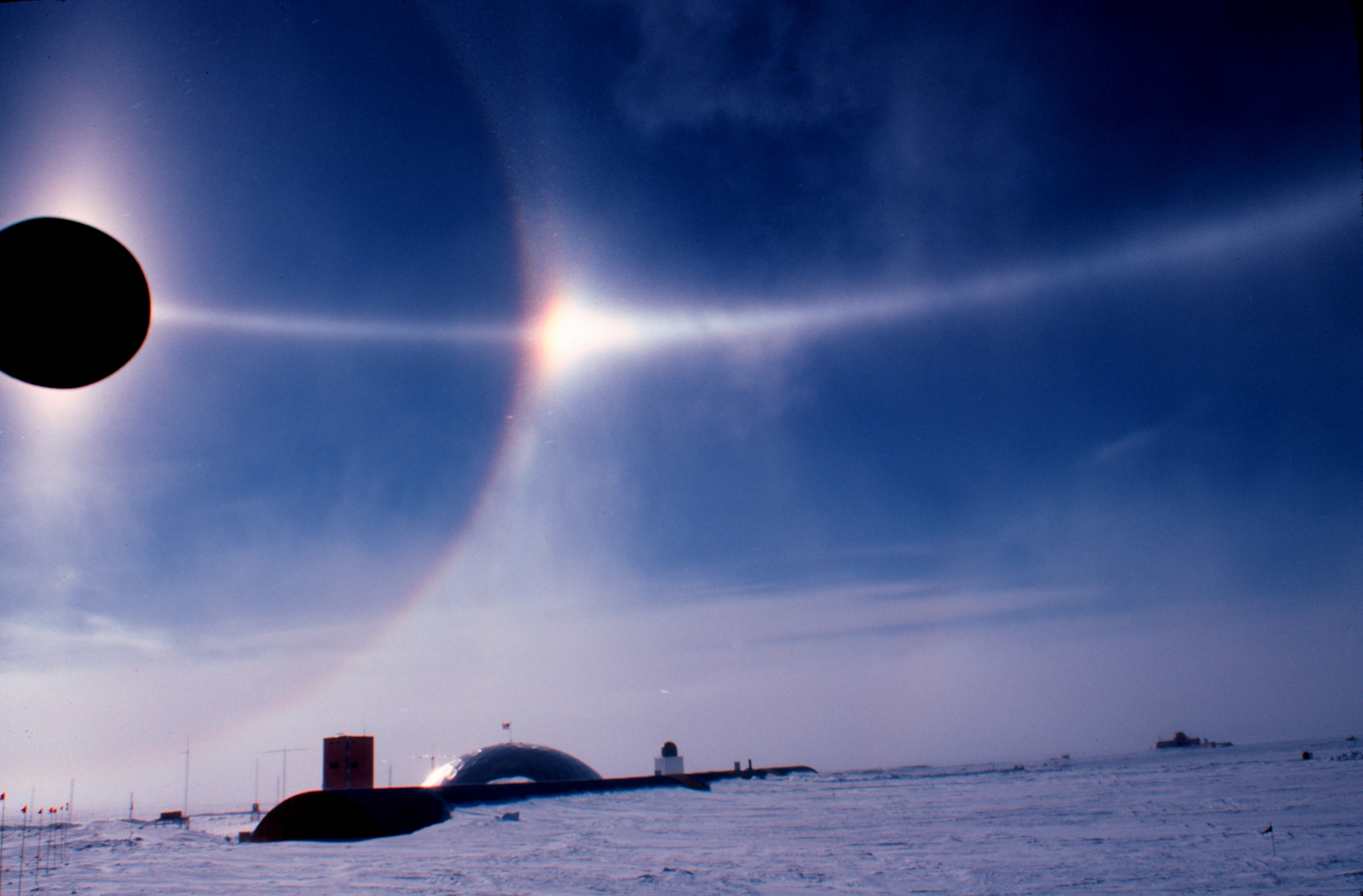
남극 기지 위로 선명한 환일원(수평선).
사진: 존 보르트니아크, 미국 해양대기청, 1979년 1월.

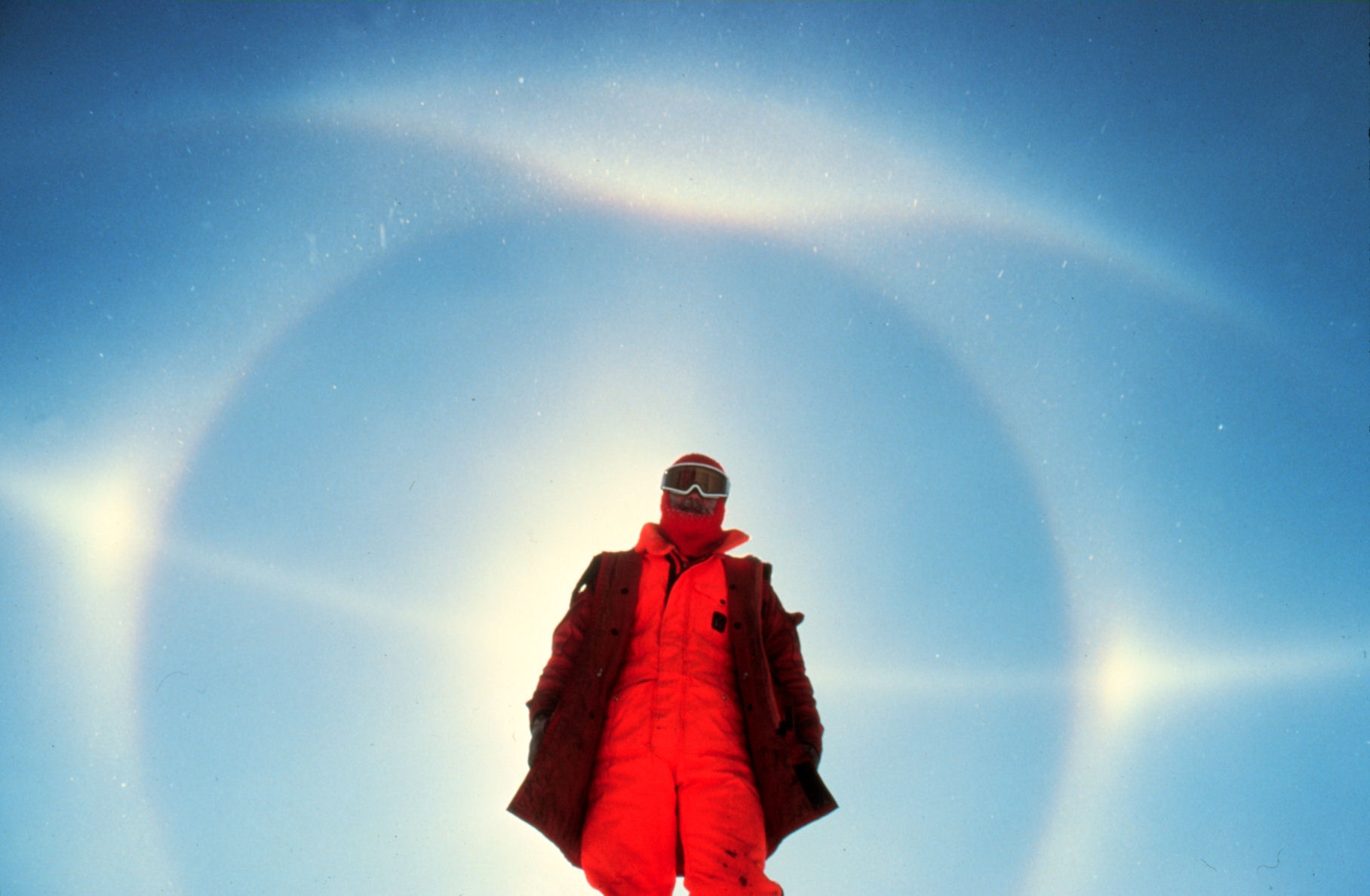
남극 상공에서 관측된 무리 현상. 사진에는 여러 개의 뚜렷한 현상이 나타나 있다: 환일원 (수평선), 두 개의 환일 (밝은 점)이 있는 22° 무리, 패리 호, 그리고 상단 접선 호.
사진: 신디 맥피, 미국 해양대기청, 1980년 12월.

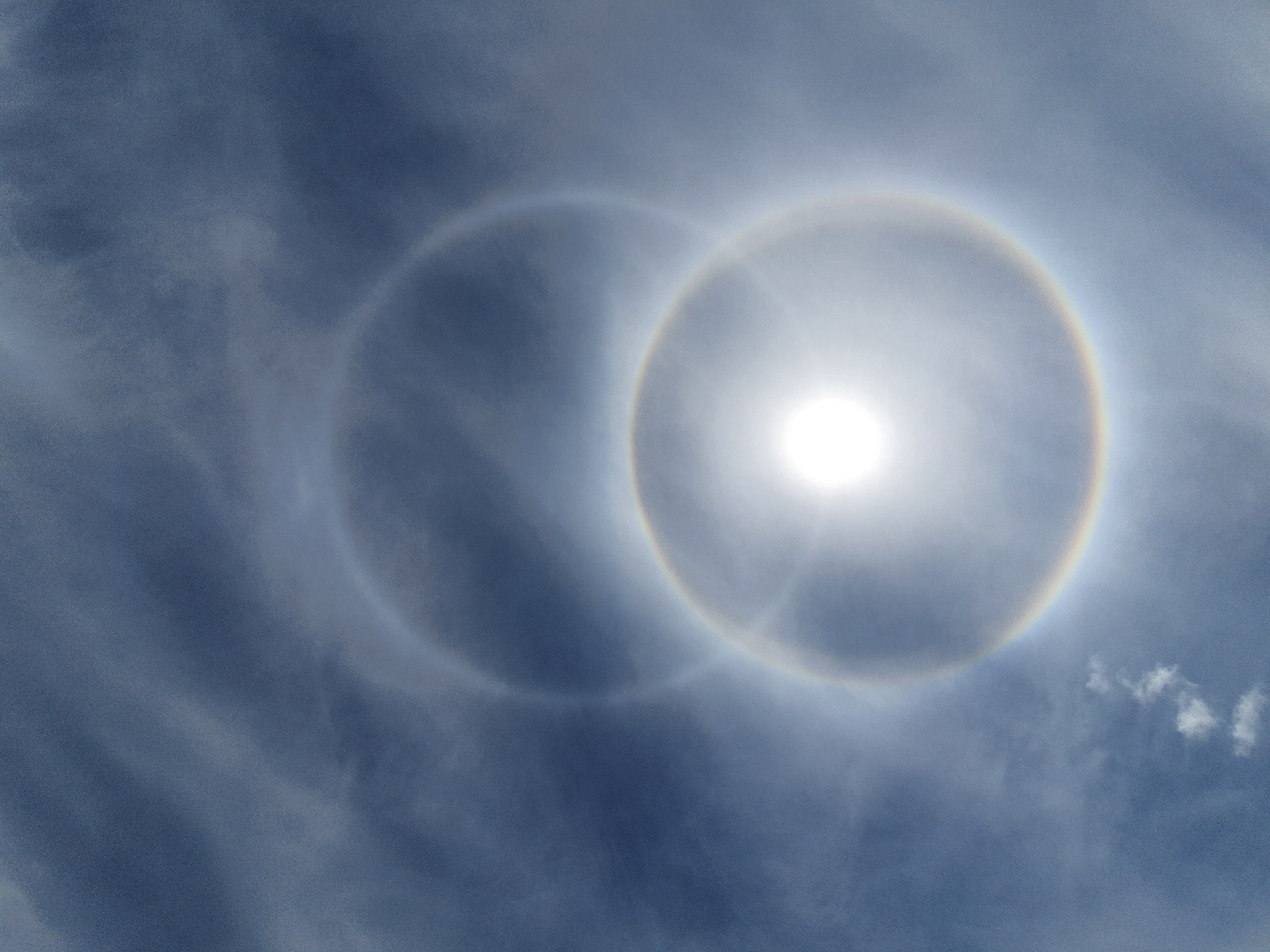
완전한 환일원을 동반한 22° 태양 무리. 2023년 5월 19일 슬로베니아 자지드 근처에서 삼성 S10 휴대폰(광각 렌즈)으로 촬영.

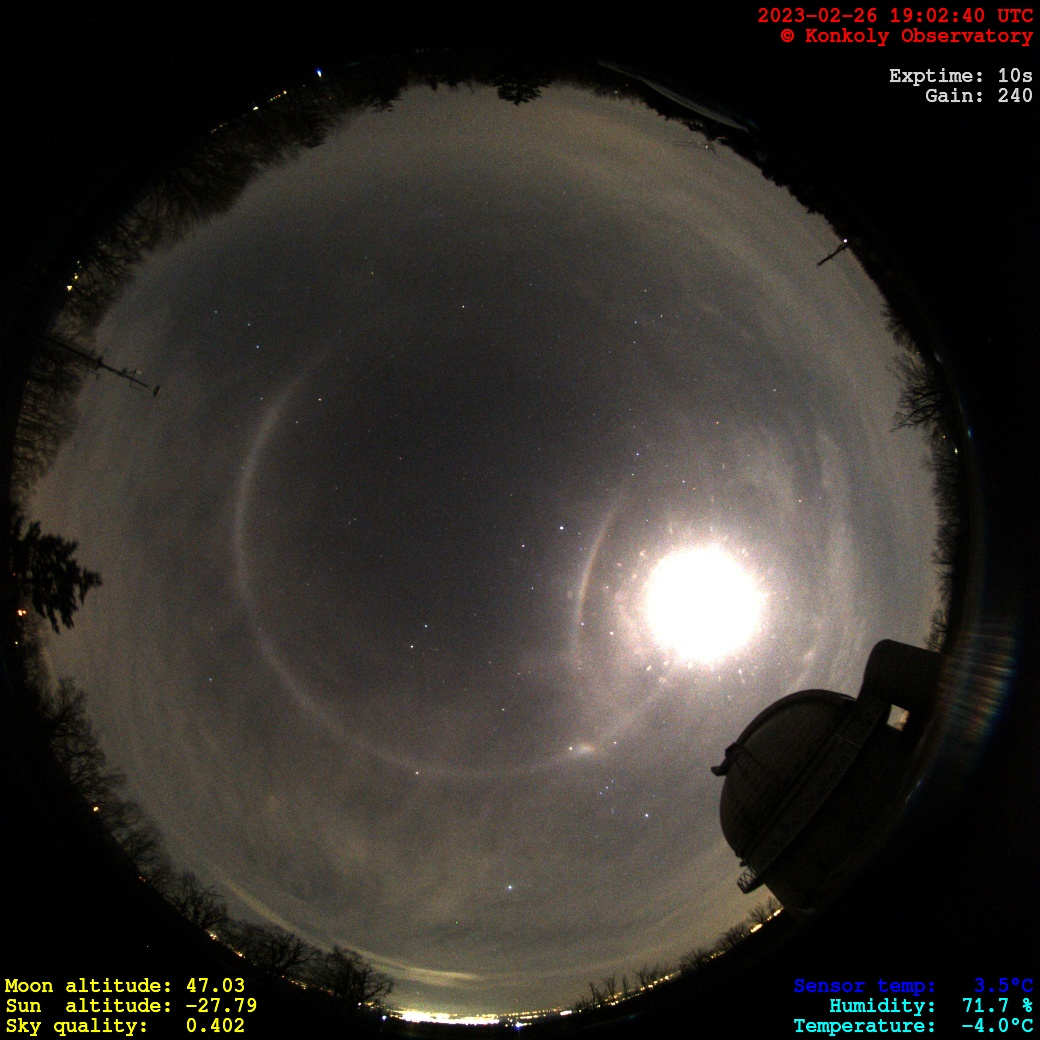
거의 완전한 환월원과 부분적인 22° 달무리 및 동쪽 환월. 2023년 2월 헝가리 콘콜리 천문대의 피슈케슈테퇴 산악 관측소의 전천 카메라로 촬영.

환일원(Parhelic circle) 또는 환일환은 무리의 한 종류로, 태양 또는 간혹 달과 같은 고도에 수평으로 흰 선이 나타나는 광학 현상이다. 만약 완전하다면 하늘 전체에 걸쳐 펼쳐지지만, 보통은 부분적으로만 나타난다. 태양 대신 달의 빛 때문에 무리가 발생하면 환월원이라고 알려져 있다.
환일원의 일부조차도 환일과 22° 무리보다 덜 흔하다. 환일원은 일반적으로 반사로 인해 생성되기 때문에 흰색이지만, 120° 환일 근처에서는 푸른색이나 녹색을 띠고, 가장자리에서는 붉은색이나 짙은 보라색을 띨 수도 있다.
환일원은 태양 광선이 수직 또는 거의 수직인 육각형 빙정에 의해 반사될 때 형성된다. 반사는 외부 반사(예: 빛이 결정을 통과하지 않음)일 수 있으며, 이는 태양 근처의 환일원에 기여하고, 내부 반사(결정 내부에서 한 번 이상 반사)일 수 있으며, 이는 태양에서 멀리 떨어진 원의 대부분을 생성한다. 반사 횟수가 증가하면 굴절이 비대칭적으로 발생하여 태양에서 멀리 떨어질수록 약간의 색 분리가 일어난다. 환일은 항상 환일원에 정렬된다 (그러나 항상 22° 무리에 정렬되는 것은 아니다).
환일원의 강도 분포는 주로 1-3-2 및 1-3-8-2 광선(W. Tape의 명명법 참조: 1은 상단 육각 면, 2는 하단 면, 3-8은 시계 반대 방향으로 측면 면을 열거한다. 광선은 프리즘 면에 닿는 순서로 표기된다)에 의해 지배된다. 전자의 광선 경로는 방위각에서 발생하는 푸른 점 무리의 원인이다.
{\displaystyle \theta _{{\mathfrak {1}}{\mathfrak {3}}{\mathfrak {2}}}=2\arcsin \left(n\cos \left(\arcsin \left(1/n\right)\right)/\cos \left(e\right)\right)},
여기서 {\displaystyle n}은 물질의 굴절률이다(경사 광선에 대한 브라베 굴절률이 아님). 그러나 환일원의 강도 패턴에 구조를 부여하는 더 많은 특징들이 있다. 환일원의 특징으로는 릴레퀴스트 환일, 90° 환일(관측 불가능), 2차 90° 환일(관측 불가능), 22° 환일 등이 있다.
인공 환일원은 회전하는 결정을 사용하는 등 실험적 방법으로 구현할 수 있다.

## 같이 보기
- 상단 및 하단 접선 호
- 천정호
- 릴레퀴스트 환일